# 소송고지
소송고지(訴訟告知)란 소송계속 중에 당사자가 그 소송에 참가할 수 있는 제3자에게 소송계속의 사실을 법정의 방식에 따라 통지하는 것을 말한다.(한국 민사소송법 제84조) 소송참가를 할 수 있는 제3자에는 독립당사자참가, 공동소송참가 및 보조참가를 할 수 있는 자가 모두 포함되고, 고지의 대상이 되지만, 소송고지는 이에 의하여 피고지자에게 참가적 효력을 미치게 하는 데에 주된 이익이 있으므로, 실제로는 주로 보조참가를 할 수 있는 제3자에 대하여 행하여진다.
소송고지는 소송계속의 사실을 단순히 통지하는 보고행위이며, 제3자에게 소송참가를 최고하거나 요구하는 의사의 통지가 아니다. 또 소송고지는 상대방 당사자에 대한 권리의 주장이나 방어가 아니다.

## 요건
1. 소송계속 중일 것
2. 고지자는 계속 중인 소송의 당사자인 원, 피고, 보조참가인 및 이들로부터 고지 받은 피고지자이고
3. 피고지자는 그 소송에 참가할 수 있는 제3자이며,
4. 고지서를 법원에 제출하고, 피고지자와 상대방에게 송달될 것

## 조문
제84조(소송고지의 요건) ① 소송이 법원에 계속된 때에는 당사자는 참가할 수 있는 제3자에게 소송고지(訴訟告知)를 할 수 있다.
②소송고지를 받은 사람은 다시 소송고지를 할 수 있다.

제85조(소송고지의 방식) ① 소송고지를 위하여서는 그 이유와 소송의 진행정도를 적은 서면을 법원에 제출하여야 한다.
②제1항의 서면은 상대방에게 송달하여야 한다.

제86조(소송고지의 효과) 소송고지를 받은 사람이 참가하지 아니한 경우라도 제77조의 규정을 적용할 때에는 참가할 수 있었을 때에 참가한 것으로 본다.

## 판례
소송고지의 요건이 갖추어진 경우에 그 소송고지서에 고지자가 피고지자에 대하여 채무의 이행을 청구하는 의사가 표명되어 있으면 민법 제174조에 정한 시효중단사유로서의 최고의 효력이 인정된다. 시효중단제도는 그 제도의 취지에 비추어 볼 때 이에 관한 기산점이나 만료점은 원권리자를 위하여 너그럽게 해석하는 것이 상당한데, 소송고지로 인한 최고의 경우 보통의 최고와는 달리 법원의 행위를 통하여 이루어지는 것으로서, 그 소송에 참가할 수 있는 제3자를 상대로 소송고지를 한 경우에 그 피고지자는 그가 실제로 그 소송에 참가하였는지 여부와 관계없이 후일 고지자와의 소송에서 전소 확정판결에서의 결론의 기초가 된 사실상·법률상의 판단에 반하는 것을 주장할 수 없어 그 소송의 결과에 따라서는 피고지자에 대한 참가적 효력이라는 일정한 소송법상의 효력까지 발생함에 비추어 볼 때, 고지자로서는 소송고지를 통하여 당해 소송의 결과에 따라 피고지자에게 권리를 행사하겠다는 취지의 의사를 표명한 것으로 볼 것이므로, 당해 소송이 계속중인 동안은 최고에 의하여 권리를 행사하고 있는 상태가 지속되는 것으로 보아 민법 제174조에 규정된 6월의 기간은 당해 소송이 종료된 때로부터 기산되는 것으로 해석하여야 한다.